# Anochetus brevidentatus
Anochetus brevidentatus är en myrart som beskrevs av Mackay 1991. Anochetus brevidentatus ingår i släktet Anochetus och familjen myror. Inga underarter finns listade i Catalogue of Life.